# Chiroderma
Chiroderma — рід родини листконосові (Phyllostomidae), ссавець ряду лиликоподібні (Vespertilioniformes, seu Chiroptera).

## Опис
Довжина голови й тіла від 55 до 87 мм, хвіст відсутній, довжина передпліччя між 37 і 58 мм. Eisenberg (1989) навів такі середні значення маси тіла: C. salvini 22 гр, C. trinitatum 14 гр, C. villosum 22 гр. Забарвлення зверху коричнювате, знизу зазвичай блідіше. Хутро густе з довгим волоссям, і поширюється на передпліччя, на ноги. Спинні і лицеві смуги відсутні або слабкі в C. salvini й C. villosum. C. trinitatum зазвичай має помітні білуваті спинну і лицеву смуги. Морда коротка і широка. Очі великі. Зубна формула: 2/2, 1/1, 2/2, 2/2 = 28.

## Поширення
Населяє Центральну, Південну Америку, Малі Антильські острови.

## Поведінка
Раціон складається в основному з фруктів. Вагітність C. villosum триває 4 місяці, C. doriae — 3.5 місяці.